# Kecamatan Gegerbitung
Kecamatan Gegerbitung är ett distrikt i Indonesien.   Det ligger i provinsen Jawa Barat, i den västra delen av landet, 90 km söder om huvudstaden Jakarta.